# Список кардиналов, возведённых папой римским Павлом II
Кардиналы, возведённые Папой римским Павлом II — 10 прелатов и клириков были возведены в сан кардинала на двух Консисториях за почти семилетний понтификат Павла II.
Самой крупной консисторией были Консистория от 18 сентября 1467 года, на которой было возведено восемь кардиналов.
В конце 1464 года или начале 1465 года папа Павел II назначил кардиналами Теодоро Леллиса, епископа Тревизо и Джованни Бароцци, патриарха Венеции, но они умерли перед объявлением.

## Консистория от 18 сентября 1467 года
- Томас Буршье, архиепископ Кентерберийский (королевство Англия);
- Иштван Вардаи, архиепископ Калоча-Бача (королевство Венгрия);
- Оливьеро Карафа, архиепископ Неаполя (Неаполитанское королевство);
- Амико Аньифили, епископ Л’Акуилы (Папская область);
- Марко Барбо, племянник Его Святейшества, епископ Виченцы (Папская область);
- Жан Балю, епископ Анжера (Франция);
- Франческо делла Ровере, O.F.M.Conv., генеральный министр своего ордена (Папская область);
- Теодоро Палеолого ди Монферрато, апостольский протонотарий (Папская область).

## Консистория от 21 ноября 1468 года
- Джованни Баттиста Дзено, племянник Его Святейшества, апостольский протонотарий (Папская область);
- Джованни Микьель, племянник Его Святейшества, апостольский протонотарий (Папская область).

## Другие возможные кардиналы
Некоторые источники указывают, что на консистории от 21 ноября 1468 года, Папа тайно назначил двоих кардиналов: Юга де Кот Тредре, бывшего епископ Трегье, из Франции, и Педро Ферриса, епископ Тарасоны, из Испании. Первый умер прежде, чем было объявлено о его возведении. Второй был фактически возведён в сан кардинала Папой Сикстом IV на консистории от 18 декабря 1476 года.
Источники указывает, что в начале 1471 года Папа Павел II назначил и не объявил ещё четырёх кардиналов: Яноша Витеза, архиепископ Эстергома, Венгрия, Пьетро Фоскари, Ферри де Клюни и Джованни Баттиста Савелли. Все они, за исключением архиепископа Витеза, который умер 11 августа 1472 года. были назначены кардиналами Папой Сикстом IV на консисториях от 10 декабря 1477 года и от 15 мая 1480 года.